# プラチナム・デューンズ
プラチナム・デューンズ（英語: Platinum Dunes）は、2001年11月にマイケル・ベイ、ブラッド・フラー、アンドリュー・フォームが設立した映画製作会社。同社は、『テキサス・チェーンソー』、『13日の金曜日』、『エルム街の悪夢』といったホラー映画のリメイクや、『パージ』、『呪い襲い殺す』、『クワイエット・プレイス』、『クワイエット・プレイス 破られた沈黙』などのホラー映画を製作している。
公式サイトはブラッディ・ディスガスティングというサイトの中に存在する。
2009年10月7日、パラマウント・ピクチャーズはプラチナム・デューンズ社とファーストルック契約を交わしたことを発表した。これを機に、ホラージャンルからアクションやスリラーにも進出する予定である。最初の共同プロジェクトはThe Butcherhouse Chroniclesである。
2010年5月27日、同名の映画『ティーンエイジ・ミュータント・ニンジャ・タートルズ』シリーズのリブート作品を手がけることが発表された。2014年、プラチナム・デューンズは、The Hollywood Reporter誌の「Producers of the Year」に選ばれた。2015年、同社はThe Hollywood Reporter誌の「30 Most Powerful Film Producers in Hollywood」にも選出された。2018年、フラーとフォームは、プラチナム・デューンズから円満に分割し、新たな製作会社「Fully Formed Entertainment」を立ち上げた。

## フィルモグラフィ
| 年   | 邦題 原題                                                                                                 | 監督                         | 配給会社                                                  |
| ---- | --- | ---------------------------- | --------------------------------------------------------- |
| 2003 | 『テキサス・チェーンソー』 The Texas Chainsaw Massacre                                                    | マーカス・ニスペル           | ニュー・ライン・シネマ                                    |
| 2005 | 『悪魔の棲む家』 The Amityville Horror                                                                    | Andrew Douglas               | メトロ・ゴールドウィン・メイヤー 20世紀フォックス         |
| 2006 | 『テキサス・チェーンソー ビギニング』 The Texas Chainsaw Massacre: The Beginning                          | ジョナサン・リーベスマン     | ニュー・ライン・シネマ                                    |
| 2007 | 『ヒッチャー』 The Hitcher                                                                                | デイヴ・マイヤーズ           | Rogue Pictures                                            |
| 2009 | 『アンボーン』 The Unborn                                                                                 | デヴィッド・S・ゴイヤー      | ユニバーサル・ピクチャーズ                                |
| 2009 | 『13日の金曜日』 Friday the 13th                                                                          | マーカス・ニスペル           | ニュー・ライン・シネマ パラマウント・ピクチャーズ         |
| 2009 | 『ホースメン』 Horsemen                                                                                   | ジョナス・アカーランド       | ライオンズゲート                                          |
| 2010 | 『エルム街の悪夢』 A Nightmare on Elm Street                                                              | サミュエル・ベイヤー         | ワーナー・ブラザース ニュー・ライン・シネマ               |
| 2013 | 『パージ』 The Purge                                                                                      | ジェームズ・デモナコ         | ユニバーサル・ピクチャーズ ブラムハウス・プロダクションズ |
| 2014 | 『パージ:アナーキー』 The Purge: Anarchy                                                                  | ジェームズ・デモナコ         | ユニバーサル・ピクチャーズ ブラムハウス・プロダクションズ |
| 2014 | 『ティーンエイジ・ミュータント・ニンジャ・タートルズ』 Teenage Mutant Ninja Turtles                       | ジョナサン・リーベスマン     | パラマウント・ピクチャーズ ニコロデオン・ムービーズ       |
| 2014 | 『呪い襲い殺す』 Ouija                                                                                    | スタイルズ・ホワイト         | ユニバーサル・ピクチャーズ ブラムハウス・プロダクションズ |
| 2015 | 『プロジェクト・アルマナック』 Project Almanac                                                            | ディーン・イズラライト       | パラマウント・ピクチャーズ Insurge Pictures MTVフィルムズ |
| 2016 | 『ミュータント・ニンジャ・タートルズ：影＜シャドウズ＞』 Teenage Mutant Ninja Turtles: Out of the Shadows | Dave Green                   | パラマウント・ピクチャーズ ニコロデオン・ムービーズ       |
| 2016 | 『パージ:大統領令』 The Purge: Election Year                                                              | ジェームズ・デモナコ         | ユニバーサル・ピクチャーズ ブラムハウス・プロダクションズ |
| 2016 | 『ウィジャ ビギニング 〜呪い襲い殺す〜』 Ouija: Origin of Evil                                            | マイク・フラナガン           | ユニバーサル・ピクチャーズ ブラムハウス・プロダクションズ |
| 2018 | 『クワイエット・プレイス』 A Quiet Place                                                                  | ジョン・クラシンスキー       | パラマウント・ピクチャーズ                                |
| 2018 | 『パージ:エクスペリメント』 The First Purge                                                               | Gerard McMurray              | ユニバーサル・ピクチャーズ ブラムハウス・プロダクションズ |
| 2020 | 『ソングバード』 Songbird                                                                                 | Adam Mason                   | STXfilms                                                  |
| 2021 | 『クワイエット・プレイス 破られた沈黙』 A Quiet Place Part II                                             | ジョン・クラシンスキー       | パラマウント・ピクチャーズ                                |
| 2021 | 『フォーエバー・パージ』The Forever Purge                                                                 | Everardo Gout                | ユニバーサル・ピクチャーズ ブラムハウス・プロダクションズ |
| 2023 | 『クワイエット・プレイス:DAY 1』A Quiet Place: Day One                                                    | Jeff Nichols                 | パラマウント・ピクチャーズ                                |
| 2024 | 『7A号室』Apartment 7A                                                                                    | ナタリー・エリカ・ジェームズ | パラマウント・ピクチャーズ                                |

## テレビ
| 年        | 番組                                           | 放送局             | 備考  |
| --------- | ---------------------------------------------- | ------------------ | ----- |
| 2013      | Occult                                         | N/A                | Pilot |
| 2014–2017 | 『Black Sails/ブラック・セイルズ』 Black Sails | Starz              |       |
| 2014–2018 | 『ザ・ラストシップ』 The Last Ship             | TNT                |       |
| 2016      | Billion Dollar Wreck                           | History            |       |
| 2018–現在 | 『ジャック・ライアン』 Jack Ryan               | Amazon Prime Video |       |
| 2018–2019 | The Purge                                      | USAネットワーク    |       |

### 興行収入
| 年   | 作品名                            | 米国        | 米国以外    | 全世界       | 製作費（百万） | 出典   |
| ---- | --------------------------------- | ----------- | ----------- | ------------ | -------------- | ------ |
| 2003 | テキサス・チェーンソー            | $80,571,655 | $26,500,000 | $107,071,655 | $9.5           | [ 8 ]  |
| 2005 | 悪魔の棲む家                      | $65,233,369 | $42,813,762 | $108,047,131 | $19            | [ 9 ]  |
| 2006 | テキサス・チェーンソー ビギニング | $39,517,763 | $12,246,643 | $51,764,406  | $16            | [ 10 ] |
| 2007 | ヒッチャー                        | $16,472,961 | $8,926,984  | $25,399,945  | N/A            | [ 11 ] |
| 2009 | アンボーン                        | $42,670,410 | $33,843,640 | $76,514,050  | $16            | [ 12 ] |
| 2009 | 13日の金曜日                      | $65,002,019 | $26,377,032 | $91,379,051  | $19            | [ 13 ] |
| 2009 | ホースメン                        | N/A         | $2,405,815  | $2,405,815   | N/A            | [ 14 ] |

## 参照
- マイケル・ベイ
- ブラムハウス・プロダクションズ
- ダーク・キャッスル・エンターテインメント
- ゴースト・ハウス・ピクチャーズ
- en:Gold Circle Films
- ツイステッド・ピクチャーズ